# إدوارد ليونارد كينغ
إدوارد ليونارد كينغ (بالإنجليزية: Edward Leonard King) هو مدير فني أمريكي، ولد في 5 ديسمبر 1873 في Bridgewater, Massachusetts ‏ في الولايات المتحدة، وتوفي في 27 ديسمبر 1933 في إيست بوينت في الولايات المتحدة.